# 沈穎杰
沈颖杰（？—），筆名AKRU，是台灣的漫畫家及插畫家。出生於台北。台北市立松山高級中學、國立臺灣大學人類學系畢業。其除商業出版之外亦積極參加同人活動，作品筆觸細膩、角色刻劃深入，擁有相當數量的讀者群。

## 簡歷
- 2007年 - 以《水底月》獲經濟部工業局4C數位競賽劇漫組金賞。
- 2007年 - 以《水底月》獲國立編譯館優良漫畫評選甲組第三名。
- 2008年 - 以《柯普雷的翅膀》得到97年度行政院新聞局劇情漫畫獎首獎以及最佳劇情獎。
- 2010年10月 - 與林青慧共同獲邀前往法國參加第34屆香貝里國際漫畫節。
- 2011年8月 - 以《北城百畫帖》獲第二屆金漫獎最佳一般漫畫類獎優勝。
- 2011年12月 - 以《北城百畫帖》獲日本新媒體動漫藝術節推薦作品        [1]
- 2014年- 以《北城百畫帖（2）》入圍第五屆金漫獎青年漫畫獎。

## 作品一覽

### 漫畫
- 《柯普雷的翅膀》[2]（2008年，蓋亞文化）
- 百畫堂系列—〈飛翔少年〉、〈雙簧〉、〈歲末〉、〈島都春走〉、〈逐夢寫真〉、〈森之憶〉、〈夜盜紳士〉（2009～2013年，發表於CCC創作集）[3][4]
- 《北城百畫帖》[5]（2010年，蓋亞文化，將百畫堂系列作品集結成冊，並增添新章）
- 《北城百畫帖ＩＩ》（2013年，蓋亞文化）
- 《呷飽未？阿米與美菜樂食記》（2020年，原動力文化 ）
- 《龍行旅》[6]（2023年，KADOKAWA）

### 插畫
- 夢の列車（季刊《SS-スモールエス》Vol.14揭載，日本飛鳥新社）
- 捉鬼實習生（小說原作：可蕊，蓋亞文化）
- 因與聿案簿錄（小說原作：護玄，蓋亞文化）
- 異動之刻（小說原作：護玄，蓋亞文化）
- 2011年台北國際書展100%幸福紀念特輯
- 陰陽路（作者：林綠，蓋亞文化）
- 案簿錄（小說原作：護玄，蓋亞文化）
- 城隍（作者：林綠，蓋亞文化）

### 漫畫（同人誌）
- 《水底月》
- 《風．馬》
- 《風．馬 2》
- 《夢十四列車 1-亞德里亞寶石》
- 《夢十四列車 2-瓶子裡的惡魔》
- 《夢十四列車 3-玩偶之家》
- 《夢十四列車 4-貘之森》
- 《夢十四列車 5-沉默音樂盒》
- 《龍行旅系列 1-荒山伏珠記》
- 《夢十四列車 6-橡樹伯爵的紅洋裝》
- 《夢十四列車 7-地底夢遊》
- 《百獸笛》
- 《夢十四列車 8-雪遇》
- 《夢十四列車 9-仲夏夜之夢》
- 《龍行旅系列 2-山鬼(上)》
- 《龍行旅系列 2-山鬼(下)》
- 《夢十四列車 10-阿德妮晝寢》
- 《龍行旅系列 3-火之里》

## 外部連結
- 泰坦手札 （页面存档备份，存于）